# Cmentarz choleryczny na Świniej Górze
Cmentarz choleryczny na Świniej Górze – cmentarz na terenie gminy Masłów w powiecie kieleckim utworzony w II połowie XIX wieku. Grzebano na nim osoby zmarłe na cholerę z miejscowości Masłów, Dąbrowa, Wola Kopcowa i Kielce. W mogile spoczywa ok. 500 osób. Miejsce to upamiętnia stojący tam krzyż.